# GammaStack
GammaStack es una empresa india de Tecnologías de la información que desarrolla software iGaming.

## Historia
La compañía fue fundada en 2012 en Indore, Madhya Pradesh, India por Dinesh Atoliya, Dilip Chouhan, Mayank Jaimini y Gaurav Soni.
En 2016, GammaStack se convirtió en la compañía de tecnología emergente del año. GammaStack se incorporó en 2019.
En ese año, la compañía lanzó la plataforma de torneos Esports.
GammaStack recibió el premio "Rising Star" 2019 y el premio "Premium Usability" 2019.
La compañía comenzó a cooperar con un proveedor de datos deportivos en tiempo real, LSports, en 2020.
En 2022, se abrió una oficina en Malta. En el mismo año, GammaStack lanzó la versión 2.0 del software de casino distribuidor en vivo.
La compañía desarrolla software de apuestas deportivas, software de casino en línea, software de casino en vivo, software de lotería en línea, desarrollo de juegos de casino, desarrollo de software a medida, etc.
GammaStack ofrece servicios en Estados Unidos, Reino Unido, Brasil, Corea del Sur, Francia, Alemania, Canadá, Italia, España y Turquía.